# Ка-Фоскарі

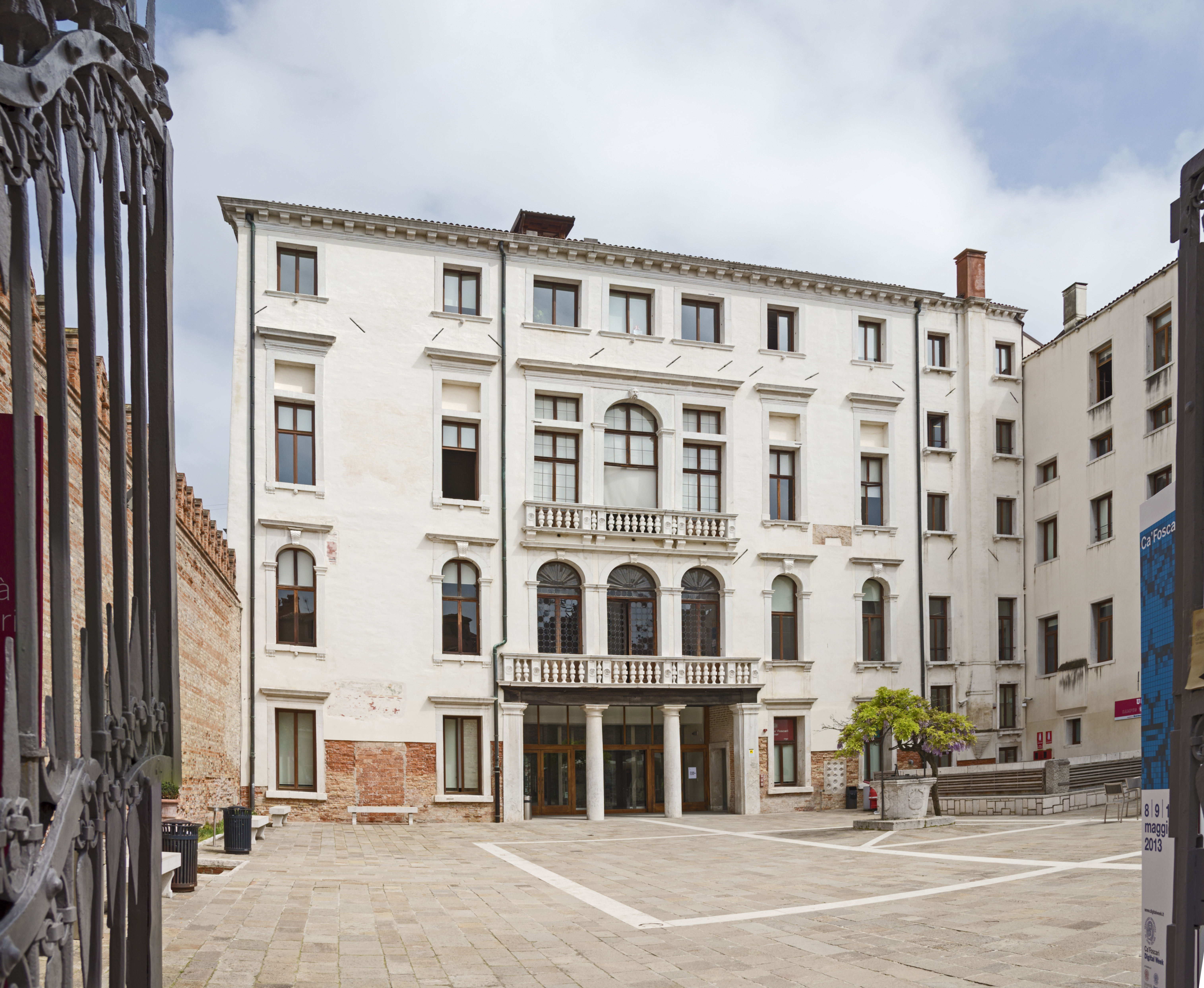
Фасад, "Калле Фоскарі".

Ка-Фоскарі або Палаццо Фоскарі (італ. Ca' Foscari, Palazzo Foscari) — палац у Венеції, на Гранд-каналі в районі Дорсодуро.
Був побудований між 1437 і 1452 роками для дожа Франческо Фоскарі. Дож будував палац, як родовий для багатьох поколінь, у той же час він демонстрував багатство і владу дожа.
Тут, на вигині Гранд-каналу, розташовуються ще два палаци: Палаццо Бальбі, який був побудований у 1590 році, і Палаццо Джустініані побудований приблизно в 1452 році.
Побудований у готичному стилі, за рахунок великої кількості арочних вікон має неповторну симетричність. Відомий літературний критик Джон Раскін називав палац «найвеличнішим зразком венеційської готики XV століття».
У XIX столітті, під час австрійської окупації, будівля використовувалася як казарма. Починаючи з цього часу багато що з убрання палацу було зруйноване і знищене. З 1997 по 2005 рік у будівлі проводилися реставраційні роботи.
Нині в палаці розміщуються факультети економіки та іноземних мов Венеційського університету.